# A Little Bit More
A Little Bit More är det andra och sista studioalbumet av musikgruppen Shades of Lace, utgivet 24 mars 1990 av Wing Records.
"Why It Gotta Be Like That?" gavs ut som huvudsingel från A Little Bit More i mars 1990. Låten nådde plats 37 på amerikanska R&B-singellistan Top R&B Singles sammansatt av Cash Box. Andra och sista singelutgivningen blev "Come and Get It" som släpptes i september samma år. Efter utgivningen gick albumet inte in på någon försäljningslista.

## Inspelning och komposition
A Little Bit More består av en blandning av ballader och låtar i snabbare tempo med hiphop-antydning.

## Utgivning och marknadsföring
"Why It Gotta Be Like That" skickades till amerikansk R&B-radio (Urban) den 9 mars 1990 som huvudsingeln från A Little Bit More. Den gick in på plats 90 på singellistan Top R&B Singles sammansatt av Cash Box den 24 mars och några dagar senare rapporterade Radio & Records att låten var en av veckans mest tillagda nya musiksinglar ("most added") på urbanradio. Den nådde plats 37 den 5 maj, vilket blev låtens högsta position på listan. "Come and Get It" skickades till R&B-radio den 7 september som albumets andra singel.

## Låtlista
Information hämtad från Discogs.
| 1.           | "Why It Gotta Be Like That?" | Darrick Graham, Trenten Gumbs          | Trenten Slamm               | 4:24  |
| 2.           | "How I'm Livin'"             | Gumbs                                  | Slamm                       | 4:33  |
| 3.           | "Whisper of the Heart"       | Carl Sturken, Evan Rogers, Robin Smith | Lionel Job                  | 5:44  |
| 4.           | "My Heartbeats 4 U"          | Gumbs                                  | Bobby "Bobcat" Ervin, Slamm | 4:30  |
| Total längd: | Total längd:                 | Total längd:                           | Total längd:                | 18:31 |

| 5.           | "Love A Little Bit More" | Jon Rosen, Karen Manno                       | Job          | 4:33  |
| 6.           | "Be Mine Tonight"        | Jim Dyke, Jonathan Bendich, Lisa Harlow      | Job          | 4:15  |
| 7.           | "Will You Be There"      | Darryl Duncan                                | Duncan       | 4:49  |
| 8.           | "Save It"                | George T. Cooper, Sanchez Harley             | Job          | 4:50  |
| 9.           | "So Deep, So True"       | Allan Rich, Pam Reswick, Steve Werfel        | Gerry Brown  | 4:18  |
| 10.          | "Come and Get It"        | Bendich, Larry Batiste, Job, Thor Baldursson | Job          | 4:15  |
| Total längd: | Total längd:             | Total längd:                                 | Total längd: | 25:08 |

## Utgivningshistorik
| Land | Datum        | Utgåva   | Format        | Skivbolag | Ref.  |
| ---- | ------------ | -------- | ------------- | --------- | ----- |
| USA  | 24 mars 1990 | Standard | CD kassett LP | Wing      | [ 8 ] |